# وزارة الداخلية (اليمن)
وزارة الداخلية اليمنية هي وزارة تهدف إلى المحافظة على النظام والأمن العام والآداب العامة وحماية الأرواح والأعراض والأموال والحريات وعلى الأخص منع الجرائم وضبطها وتكفل الطمأنينة والأمن للمواطنين وذلك بالتعاون والتنسيق مع هيئات واجهزة الدولة بالاستناد إلى الدستور والقانون. أصدر الرئيس مهدي المشاط في 21 فبراير 2013 قرار جمهوري رقم 50 لسنة 2013 بإعادة تنظيم هيكلة وزارة الداخلية يهدف إلى إنشاء جهاز شرطة مهني وطني، على أسس علمية، تنفذ القانون بدقة وصرامة، وتحترم حرية المواطنين وتحفظ كرامتهم.

## الوزير
الوزير الحالي:
- العميد عبدالجبار سالم (منذ 18 ديسمبر 2025)

## وزراء سابقون
الوزراء السابقون للوزارة 
| م  | اسم الوزير             | تاريخ التعيين    | ملاحظات                            |
| -- | ---------------------- | ---------------- | ---------------------------------- |
| 1  | غالب مطهر القمش        | 24 مايو 1990 م   | وزير الداخلية والأمن               |
| 2  | يحيى محمد المتوكل      | 30 مايو 1990 م   | وزير الداخلية                      |
| 2  | يحيى محمد المتوكل      | 6 أكتوبر 1994 م  | وزير الداخلية                      |
| 3  | حسين محمد عرب          | 13 يونيو 1995 م  | وزير الداخلية                      |
| 3  | حسين محمد عرب          | 15 مايو 1997 م   | وزير الداخلية                      |
| 3  | حسين محمد عرب          | 16 مايو 1998 م   | وزير الداخلية                      |
| 4  | رشاد محمد العليمي      | 4 أبريل 2001 م   | وزير الداخلية                      |
| 4  | رشاد محمد العليمي      | 17 مايو 2003 م   | وزير الداخلية                      |
| 4  | رشاد محمد العليمي      | 11 فبراير 2006 م | وزير الداخلية ونائباً لرئيس الوزراء |
| 4  | رشاد محمد العليمي      | 5 أبريل 2007 م   | وزير الداخلية ونائباً لرئيس الوزراء |
| 5  | مطهر رشاد المصري       | 19 مايو 2008 م   | وزير الداخلية                      |
| 6  | عبد القادر قحطان       | 7 ديسمبر 2011 م  | وزير الداخلية                      |
| 7  | عبده حسين الترب        | 7 مارس 2014 م    | وزير الداخلية                      |
| 8  | جلال الرويشان          | 7 نوفمبر 2014 م  | وزير الداخلية                      |
| 9  | عبده محمد حسين الحذيفي | 26 مايو 2015 م   | وزير الداخلية                      |
| 10 | أحمد الميسري           | 24 ديسمبر 2017 م | وزير الداخلية ونائباً لرئيس الوزراء |
| 11 | إبراهيم علي حيدان      | 18 ديسمبر 2020 م | وزير الداخلية                      |

## هيكلة الوزارة
صدر في 21 فبراير 2013 قرار جمهوري بإعادة تنظيم هيكلة وزارة الداخلية يهدف إلى إنشاء جهاز شرطة مهني وطني، على أسس علمية، تنفذ القانون بدقة وصرامة، وتحترم حرية المواطنين وتحفظ كرامتهم، كما تحترم حقوق الإنسان وحرياته العامة والخاصة، وتسعى إلى تقديم أفضل الخدمات للمواطنين حتى تصل إلى كسب ثقتهم وتعاونهم في الوقاية من الجريمة ومكافحتها بعد أن فقدت علاقة الثقة بين الشرطة والمواطنين في السنوات الماضية، كما ورد نص القانون.
وعلى هذا الاساس، وعلى فهم (مهنية العمل الشرطي) بأنه الحيادية الكاملة والتخصص في الممارسة الأمنية، والابتعاد عن الولاءات الضيقة (القبلية والعشائرية والمذهبية والعنصرية والحزبية والشخصية) وجعل الولاء لله وللوطن هو المحرك الاساس لعمل الشرطة في ظل سيادة القانون فقط فإن هيكل وزارة الداخلية الجديد يلبي هذه الأهداف من خلال الأسس والمبادئ الآتية:-
1. وضوح المهام والاختصاصات وعدم التداخل في الوظائف.
2. الايمان بمنح الصلاحيات والابتعاد عن المركزية.
3. التكامل في كل أعمال الشرطة، مع مراعاة التخصص والمسئولية.
4. الايمان بضرورة الرقابة والمحاسبة، ومكافحة التجاوزات في سلك الشرطة، وبخاصة في التعامل مع المواطنين وحقوقهم وحرياتهم ومكافحة الفساد في كل الممارسات والإجراءات.
5. إشاعة مبدأ (الشفافية) لإتاحة الفرصة لكل منظمات المجتمع المدني لتكون جهازا رقابيا على أداء رجال الشرطة وسلوكياتهم.
6. التركيز على مهمة تحقيق الأمن والاستقرار في حياة المواطنين وفي الوطن، بوصفها أساس جهود جهاز الشرطة والأمن.
7. وحدة القيادة والسيطرة والإشراف والتوجيه، ومنح الصلاحيات في كل إطار جغرافي للمسئول الأول.
8. استحداث إدارات ووحدات جديدة تتلاءم مع تحقيق الأهداف المطلوبة في الهيكل الجديد.
9. تحقيق (الوحدة الوطنية) لبناء جهاز الشرطة بدءا من القبول في الكليات أو المعاهد أو التجنيد في المعسكرات، بعيدا عن (المركزية).
10. فعالية التقييم وتجاوز الأخطاء والمعوقات، ثم التطوير المستمر لأداء الشرطة وإمكاناتهم الفنية والتقنية.

### تسلسل القيادة
تتسلسل قيادة الوزارة بداية من الوزير وفي المرتبة الثانية نائبة وفي المرتبة الثالثة (وكيل قطاع الأمن والشرطة ووكيل الخدمات المدنية ووكيل الموارد البشرية والمالية) والرابعة (وكيلين مساعدين لوكيل قطاع الأمن والشرطة ووكيلين مساعدين للوكيل للموارد البشرية والمالية).
1. وزير الداخلية ويتبعه مباشرة ما يلي:
  1. أكاديمية الشرطة.
  2. قوات الأمن الخاصة. (قوات الأمن المركزي اليمني سابقاً) .
  3. مصلحة خفر السواحل.
  4. الإدارة العامة للشئون القانونية وقضاء الشرطة.
  5. الإدارة العامة للتخطيط والتنظيم.
  6. الإدارة العامة للتعاون الدولي والشرطة الجنائية الدولية. (الإنتربول)
  7. الإدارة العامة لمكافحة الإرهاب.
  8. إدارات أمن المحافظات.
  9. مكتب الوزير
  10. مكتب المستشارين
2. نائب الوزير ويتبعه مباشرة ما يلي:
  1. المجلس الأعلى للشرطة.
  2. الإدارة العامة لمركز المعلومات.
  3. الإدارة العامة للتوجيه المعنوي والعلاقات العامة.
  4. المفتش العام (منصب جديد يهدف لمراقبة اداء الوزرة): وتتبعه الإدارات العامة التالية:-
    1. الإدارة العامة لمكافحة الفساد وتجاوزات الشرطة.
    2. الإدارة العامة للرقابة والتفتيش.
    3. الإدارة العامة لحقوق الإنسان.
    4. الإدارة العامة للجودة الشاملة.
3. وكيل قطاع الأمن والشرطة ويتبعه مباشرة:-
  1. الإدارة العامة للقيادة والسيطرة.
  2. الإدارة العامة للاتصالات.
  3. الوكيل المساعد للأمن الجنائي، ويتبعه الإدارات العامة التالية:-
    1. الإدارة العامة للبحث الجنائي.
    2. الإدارة العامة للأدلة الجنائية.
    3. الإدارة العامة لمكافحة المخدرات.
    4. الإدارة العامة لمباحث الأموال العامة.
    5. الإدارة العامة لحماية الأسرة. (إدارة جديدة لتسهيل اجرائات الأسر في الشرطة)

  4. الوكيل المساعد لعمليات الشرطة ويتبعه الإدارات العامة التالية:-
    1. الإدارة العامة لشرطة السير. (الإدارة العامة للمرور) سابقاً .
    2. الإدارة العامة لشرطة الدوريات وأمن الطرق. (شرطة النجدة) سابقا .
    3. الإدارة العامة لحراسة المنشآت وحماية الشخصيات.
    4. الإدارة العامة للشرطة السياحية وحماية الآثار.
    5. الإدارة العامة لأمن المنافذ والمطارات.
4. وكيل قطاع الموارد البشرية والمالية ويتبعه مباشرة:-
  1. الوكيل المساعد للموارد البشرية، وتتبعه الإدارات العامة التالية:-
    1. الإدارة العامة لشئون الضباط.
    2. الإدارة العامة لشئون الأفراد.
    3. الإدارة العامة للتقاعد.
    4. الإدارة العامة للتأهيل والتدريب.
    5. الإدارة العامة للإعداد البدني والرياضي.

  2. الوكيل المساعد للتجهيزات والموارد المالية، وتتبعه الإدارات العامة التالية:-
    1. الإدارة العامة للشئون المالية.
    2. الإدارة العامة للإمداد والتموين.
    3. الإدارة العامة للمشروعات والأراضي والإسكان.
    4. الإدارة العامة للخدمات الطبية والاجتماعية.
5. وكيل قطاع الخدمات المدنية، ويتبعه المصالح التالية:-
  1. مصلحة الأحوال المدنية.
  2. مصلحة الهجرة والجوازات والجنسية.
  3. مصلحة التأهيل والإصلاح.
  4. مصلحة الدفاع المدني.

### الهيكل التنظيمي
الهيكل التنظيمي الجديد لوزارة الداخلية:

## المهام والإختصاصات
تتولى وزارة الداخلية المهام والاختصاصات التالية:
1. رسم السياسة العامة لنشاط الوزارة والاجهزة التابعة لها في المجال الامني في اطار السياسة العامة للدولة ووضع الخطط والبرامج اللازمة لتنفيذها.
2. تنظيم وإدارة شئون الأمن في مختلف المجالات ومكافحة الجريمة بكافة انواعها وازالة اسبابها بما يحقق الاستقرار والنظام والمصلحة العامة.
3. مباشرة مهام ومسئوليات الأمن والحراسة بالموانئ الجوية والبحرية والمداخل البرية.
4. اتخاذ الإجراءات الامنية اللازمة لتامين حماية الشخصيات الرسمية والدبلوماسية والوفود الزائرة والخبراء وحماية المنشات والمرافق العامة ومقرات البعثات الدبلوماسية والهيئات والمنظمات الدولية.
5. العمل على توفير الحماية الامنية للاحتفالات والمهرجانات والفعاليات الرسمية والشعبية.
6. مكافحة أعمال الشغب ومظاهر الإخلال بالامن طبقا للقانون.
7. الوقاية من المخدرات والمؤثرات العقلية ومكافحتها طبقا للقانون.
8. تنظيم واصدار تراخيص حمل وحيازة الاسلحة النارية والذخائر والمتفجرات والاتجار بها وفقا للقانون.
9. تنفيذ الانظمة الخاصة بالجنسية والجوازات ووثائق السفر والإقامة والدخول والخروج من وإلى الجمهورية واصدار وثائق السفر للمواطنين ومراقبة وصول ومرور ومغادرة الاجانب ومنح تراخيص الإقامة وتنفيذ قرارات الابعاد وفقا للقانون.
10. إدارة وتنظيم حركة المرور في جميع انحاء الجمهورية واصدار رخص المركبات ورخص القيادة.
11. إدارة المنشات العقابية وحماية ورعاية نزلائها واعادة تربيتهم واصلاحهم والعمل على تاهيلهم وتطوير وتحسين اوضاع هذه المنشات ورفع مستوى ادائها وضمان حفظ النظام فيها.
12. وضع وتنفيذ خطط ومشروعات الدفاع المدني في اوقات السلم والحرب ومكافحة الحرائق والقيام باعمال الإنقاذ والإسعاف بالتعاون والتنسيق مع الجهات المعنية.
13. تنظيم وإدارة السجل المدني واصدار البطاقات الشخصية والعائلية طبقا للقانون.
14. اتخاذ الإجراءات والتدابير الامنية الكفيلة بتامين سير العمليات الانتخابية وعمليات الاستفتاء بالتنسيق والتعاون مع الجهات المشرفة على اجرائها.
15. تنمية وتطوير التعاون والتنسيق وتبادل الخبرات مع وزارات الداخلية في الدول الشقيقة والصديقة ومع المنظمات والهيئات العربية والإقليمية والدولية والمعنية بمكافحة الجريمة.
16. وضع وتنفيذ خطة بناء واعداد قوات الشرطة تنظيما وتدريبا وتسليحا ورفدها بما تحتاج اليه من العناصر البشرية والمادية.
17. تمثيل الحكومة في المؤتمرات والندوات واللقاءات والفعاليات المتعلقة بنشاط الوزارة على المستويين الإقليمي والدولي.
18. اعداد ومراجعة مشروعات القوانين والانظمة والاتفاقيات المتعلقة بنشاط الوزارة.
19. إجراء الدراسات والبحوث الفنية والتنظيمية الهادفة إلى تنمية وتطوير نشاط الوزارة ورفع مستوى ادائها .
20. المساهمة في نشر الوعي الامني بين المواطنين عن طريق شرح وبلورة مهام الوزارة والواجبات المنوطة بها في الحفاظ على النظام والامن العام ومكافحة الجريمة .
21. اية مهام أو اختصاصات أخرى توكل اليها بموجب القوانين والانظمة النافذة .

## المؤسسات التابعة لوزارة الداخلية
- قطاع الامن العام
- الإدارة العامة للدفاع المدني
- مصلحة الهجرة والجوازات والجنسية
- مصلحة الأحوال المدنية والسجل المدني
- مصلحة خفر السواحل
- إنتربول اليمن - صنعاء
- الإدارة العامة للمرور[4]

## قوانين أمنية
- بي دي إف  : قانون أكاديمية الشرطة
- بي دي إف  : قانون الجرائم والعقوبات وقانون مكافحة جرائم الأختطاف والتقطع
- بي دي إف  : قانون الأجراءات الجزائية
- بي دي إف  : قانون هيئة الشرطة ولائحته التنفيذية
- بي دي إف  : قانون تنظيم حمل الأسلحة النارية والذخائر والاتجار بها ولائحته التنفيذية
- بي دي إف  : قانون السجون ولائحته التنفيذية
- بي دي إف  : قانون الدقاع المدني ولائحته التنفيذية
- بي دي إف  : قانون الجوازات ولائحته التنفيذية
- بي دي إف  : قانون الجنسية اليمنية ولائحته التنفيذية
- بي دي إف  : دليل الشرطة
- بي دي إف  : قانون دخول وإقامة الأجانب ولائحته التنفيذية

## وصلات خارجية
- موقع الوزارة الإخباري الخاص بمركز الإعلام الأمني
- موقع الوزارة الرسمي